# 台南 (專輯)
《台南》是台灣歌手謝銘祐2012年發行的第四張專輯，榮獲第24屆金曲獎「最佳台語專輯獎」，謝銘祐也因此專輯而獲得「最佳台語男歌手獎」。專輯並榮獲第四屆金音創作獎「最佳民謠專輯獎」。

## 曲目
1. 我今仔日無想欲飛
2. 老城門
3. 行
4. 鳳凰花飛啊飛
5. 五條港邊
6. 戀戀大員
7. 金小姐
8. 阮兜住佇屎溝墘
9. 丸奇活動中心
10. 土
11. 信守的明信片
12. 老朋友

## MV
1. 《我今仔日無想欲飛 （页面存档备份，存于）》MV。
2. 《行 （页面存档备份，存于）》MV。
3. 《戀戀大員 （页面存档备份，存于）》MV。